# Ho sento molt
Ho sento molt es el título del álbum de debut del cantautor catalán Albert Pla. Fue publicado en 1989 por la discográfica PDI.
Ho sento molt resultó ser un elepé muy popular en Cataluña, con un polémico contenido donde se tratan temas como las drogas, el suicidio o la violación. En este trabajo Albert Plà sentó las bases para lo que sería una carrera exitosa, aunque en ese momento no diera esa impresión y pareciera algo efímero ligado a la corriente llamada rock catalá.[cita requerida]
Las canciones Papa jo vull ser torero (Papá, quiero ser torero) y Vida d`un gat (Vida de un gato) son las más significativas del álbum.

## Lista de canciones[1]
1. La platja (03:24)
2. Papa, jo vull ser torero (03:19)
3. La sequia (01:57)
4. Vida d'un gat (04:55)
5. L'home que ens roba les nòvies (04:17)
6. Crim d'amor (03:02)
7. La Nana de l'Antonio (05:50)
8. Vocació de suicida (03:00)
9. La violació (03:32)
10. El legat del pastor (04:15)